# Nava Starr
Nava (Sterenberg) Starr (Riga, RSS de Letònia, 4 d'abril de 1949) és una jugadora d'escacs canadenca, que té el títol de Mestre Internacional Femení des del 1978. Ha estat vuit cops campiona femenina del Canadà, i ha participat sis cops en el Campionat del món femení. És membre del Canadian Chess Hall of Fame.

## Biografia i resultats destacats en competició
Tot i que va néixer a Letònia, va emigrar a Toronto, Ontario, al Canadà. Està casada amb Sasha Starr, qui té també força de mestre d'escacs.
El seu estil de joc és agut, amant de l'atac, i sempre buscant el joc combinatori. Li agraden les obertures inusuals i agudes, com ara l'Atac Grand (contra la defensa siciliana), b3 contra la defensa francesa, la variant f5 a la Ruy López, la defensa Philidor amb negres, i moltes altres. Va obtenir el títol de WIM en guanyar el seu primer Campionat femení del Canadà el 1978, a Victoria, Colúmbia Britànica. Entre els millors jugadors que ha derrotat hi ha: Pia Cramling (Suècia), Milunka Lazarević (antiga Iugoslàvia), Barbara Hund (Suïssa) i Roman Pelts (Canadà). Starr va escriure un article a la revista En Passant especulant sobre les raons per les quals els homes juguen millor que les dones als escacs (Why men are superior to women a chess).

### Participacions en Olimpíades d'escacs
Starr ha representat el Canadà 12 cops en olimpíades d'escacs, deu d'ells al primer tauler:
- - Haifa 1976, 2n tauler, 9/10, +8 =2 −0, medalla d'or al 2n tauler;
  - Buenos Aires 1978, 1r tauler, 10/14, +8 =4 −2;
  - La Valletta 1980, 1r tauler, 9/12, +7 =4 −1, medalla de bronze al 1r tauler;
  - Lucerna 1982, 1r tauler, 7.5/11, +5 =5 −1;
  - Tessalònica 1984, 1r tauler, 8/12, +7 =2 −3;
  - Tessalònica 1988, 1r tauler, 5/12, +4 =2 −6;
  - Manila 1992, 1r tauler, 9/13, +7 =4 −2;
  - Moscou 1994, Russia, 8.5/12, +6 =5 −1;
  - Erevan 1996, 1r tauler, 6/12, +3 =6 −3;
  - Bled 2002 1r tauler, 5.5/11, +5 =1 −5;
  - Calvià 2004, 1r tauler, 8.5/12, +7 =3 −2;
  - Torí 2006, 2n tauler, 5.5/10, +4 =3 −3.

En total, ha jugat representant el Canadà 141 partides (rècord femení canadenc), +71 =41 −29, per un 64.9 per cent.

### Participacions en Campionats del món
- - 1979 – Alacant
  - 1982 – Bad Kissingen
  - 1985 – L'Havana
  - 1990 – Genting Highlands
  - 1993 – Jakarta
  - 2001 – Moscou

## Partides notables
- Arianne Caoili vs Nava Starr, Olimpíada femenina de Bled de 2002, gambit Benko (A58), 0-1 Starr transforma la partida a l'agut gambit Benko i aconsegueix una bonica i temàtica victòria.
- Dinara Khaziyeva vs Nava Starr, Campionat del Canadà, Toronto 2004, Atac indi de rei / obertura Zukertort (A04), 0-1 Khaziyeva era una jove jugadora que tenia molt per aprendre davant Starr.
- Nava Starr vs Angela Franco, Olimpíada femenina de Torí 2006, Quatre cavalls, variant escocesa (C47), 1-0 un bonic final.